# کلئوپاترا و سزار (نقاشی)
کلئوپاترا و سزار (به فرانسوی: Cléopâtre et César)، که با نام کلئوپاترا پیش از سزار هم شناخته می‌شود، یک نقاشی رنگ روغن اثر هنرمند آکادمیک فرانسوی، ژان-لئون ژروم، است که در سال ۱۸۶۶ میلادی تکمیل شد. این نقاشی به سفارش معشوقهٔ سلطنتی، لا پاایوا، کشیده‌شد، اما او از شکل نهایی این اثر راضی نبود و آن را به ژروم برگرداند. این اثر در سالن در سال ۱۸۶۶ میلادی و در آکادمی سلطنتی هنر در سال ۱۸۷۱ به نمایش گذاشته‌شد.
این نقاشی توسط بانکدار کالیفرنیایی، داریوش اوگدن میلز، نگهداری می‌شد و حدود یک قرن در کلکسیون هنریِ خانوادهٔ میلز قرار داشت؛ تا اینکه در سال ۱۹۹۰ به شخصی دیگر فروخته‌شد.

## تاریخچه
لا پاایوا از نقاشی خوشش نیامد و احساس می‌کرد که نقاشی زیادی گران است و آن را به گروم بازگرداند. نقاشی توسط پدر زنش، آدولف گوپیل که مالک فروشگاه آثار هنری گوپیل و سیِه بود، خریداری شد. ژروم نخستین بار گوپیل را در سال ۱۸۵۹ میلادی دیدار کرد و چند سال بعد با دخترش، ماری، ازدواج کرد. این اثر در سال ۱۸۶۶ در سالن به نمایش درآمد. در آکادمی سلطنتی هنر در سال ۱۸۷۱ میلادی نیز به نمایش ‌گذاشته‌شد.

## توضیحات

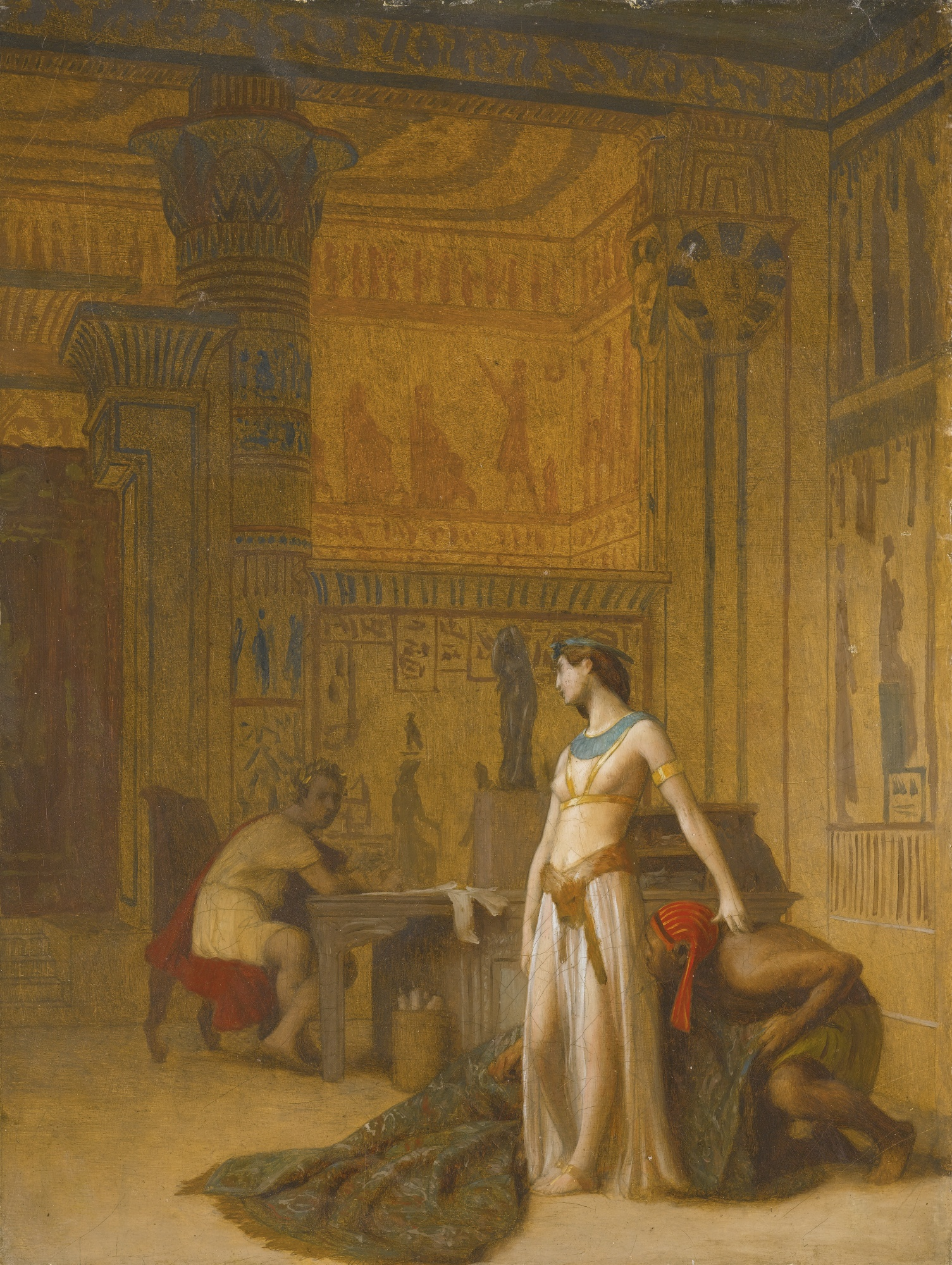
یکی از دو نسخه جایگزین این نقاشی

این نقاشی رخ‌دادی در سال ۴۷ پ.م را به تصویر می‌کشد که خدمتکار کلئوپاترا، آپولودوروس، او را درون قالیچه‌ای می‌پیچد و پنهانی به درون قصر نزد سزار می‌برد. این نقاشی با نام‌های مختلفی ازجمله کلئوپاترا درحضور سزار یا نام امروزی‌تر آن کلئوپاترا و سزار شناخته می‌شود.

## نادرستی تاریخی
در ترجمه‌ کتاب زندگی سزار نوشته پلوتارک توسط جان لانگ‌هورن و برادرش ویلیام که در سال ۱۹۷۰ میلادی منتشر شد، جسمی که کلئوپاترا درون آن به قصر برده‌شد را قالی ترجمه کردند اما معنی اصلی این کلمه که در کتاب پلوتارک آمده چیزی شبیه به جامه‌دان کیسه‌ای است. با این حال منظور لانگ‌هورن نیز پارچه ضخیم بوده‌است نه خود قالی؛ اما تغییر معنایی کلمه قالی در زبان انگلیسی (rug) در سده نوزدهم میلادی سبب‌شد که این کلمه معنایی متفاوت بگیرد.